# Knoxville (Illinois)
Knoxville je grad u američkoj saveznoj državi Ilinois. Prema popisu stanovništva iz 2010. u njemu je živjelo 2.911 stanovnika.